# Montenero
Montenero er en bydel i den italienske by Livorno i Toscana. Montenero ligger i et kuperet område med udsigt over det Liguriske Hav. I Montenero ligger kirken Santuario di Montenero, som er viet til Madonna delle Grazie di Montenero, Toscanas skytshelgen.

## Kulturhistorie
Montenero blev i 1700-tallet et mondænt område, hvor en række betydningsfulde familier lod opføre sommerresidenser. Blandt de familier, der er knyttet til stedet, er danskerne Jacqueline og Herman Schubart, der slog sig ned i 1803, og deres ejendom blev et sted, hvor mange kulturpersonligheder inden for forskellige fag og genrer, besøgte i kortere eller længere tid. Blandt disse personer var billedhuggeren Bertel Thorvaldsen, historikeren Laurids Engelstoft, arkæologen P.O. Brøndsted samt malerne C.F. Høyer og J.L. Lund.
Især Thorvaldsens ophold på Montenero er kendt fra flere af hans værker. Han opholdt sig på stedet et par måneder i 1804, en månedstid i 1805 samt nogle uger i 1810. Blandt de værker, han fremstillede her, er Musernes dans på Helikon og buster af sine værter. Han skabte også relieffet Gravmæle over Jacqueline Schubart (1814) til Herman Schubart efter hustruens død.
Den engelske digter lord Byron kom også på Montenero, dog ikke hos familien Schubart.